# Galin Smith
Galin Smith (Clinton, 29 dicembre 1998) è un cestista statunitense.

## Carriera
Dopo aver trascorso la carriera universitaria tra gli Alabama Crimson Tide e i Maryland Terrapins, il 26 luglio 2021 firma il primo contratto professionistico con il Södertälje. Il 22 luglio 2022 si trasferisce al Joensuun Kataja, con cui vince la Coppa di Finlandia. Il 31 maggio 2023 si lega ai Canterbury Rams, squadra militante nel campionato neozelandese; il 19 giugno seguente firma con i Crailsheim Merlins.

## Palmarès
- Coppa di Finlandia: 1

Joensuun Kataja: 2023